# Szentháromság tér

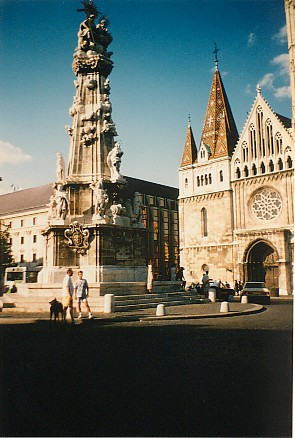
Előtérben a Szentháromság-oszlop, háttérben a Mátyás-templom és a Hilton Hotel

A Szentháromság tér Budapest egyik legrégebbi és legszebb tere. Az I. kerületben, a Várnegyedben található.

## Története
A Mátyás-templom, avagy Nagyboldogasszony-templom körüli tér a várnegyed központját alkotja. A mai tágas tér helyén a középkorban még házcsoport állt, utcákkal és sikátorokkal átszőve. Az 1686. évi ostromban a téren lévő épületek nagy részét lerombolták és a romos házakat már nem építették újra. Így alakult ki a mai tér. A tér közepére a városi tanács egy Szentháromság-oszlopot állíttatott fel, hogy emlékeztesse és megvédje a lakosságot a pestisjárványtól. Később ennek helyére került a Szentháromság-szobor, ami 15 méter magas építmény, hatszögletű obeliszk mészkőből készült, valamint szobrokkal gazdagon díszített, melyek 1,8–2,8 méter magasságúak. A domborműveken három jelenet látható: Dávid király könyörgése a pestis megszüntetéséért, a pestisjárvány háttérben a budai várral és a Szentháromság-emlék építése Ungleich Fülöp és Hörger Antal alkotása. Végül néhány átmeneti elnevezés után a tér neve is Szentháromság tér lett.

## Napjainkban
A tér a mai napig a Várnegyed szíve és központja. Itt található a régi budai városháza, az épület pincéjében a Magyar Borok Háza, valamint a Burg Hotel mellett a híres Alabárdos étterem, továbbá a már említett Mátyás-templom és a Halászbástya, melynek célja a Várnegyed lezárása és a Pestről látható panoráma díszítése.

## Épületek
Szentháromság utca 2. - Régi budai városháza
Szentháromság tér 2. - Mátyás-templom
Szentháromság tér 5. - Halászbástya
Szentháromság tér 6. – volt (és leendő) Pénzügyminisztérium
1901- 1904 között épült Fellner Sándor tervei alapján neogótikus stílusban
Az épület helyén a régi Pénzügyminisztériumnak nevezett épület állt. Az új épület tervezésével 1899-ben bízták meg Fellner Sándort, aki monumentális neogótikus palotát tervezett. Az alapkőletétel 1902. április 15-én történt és 1904-ig tartott. Az épület főhomlokzata a második világháborúban súlyosan megsérült. A helyreállítási munkálatokat Kotsis Iván és Rados Jenő tervei alapján 1948-1962 között végezték. 1954-1981 között a Műszaki Egyetem Villamosmérnöki és Informatikai Karának a kari kollégiumának adott otthont.
Szentháromság tér 7-8. - Burg Hotel
1981-ben épült diplomataházként, 2022-ben lebontva.

## A tér filmekben, irodalomban
- A tér felbukkan helyszínként Kondor Vilmos magyar író Budapest noir című bűnügyi regényében.

## Galéria

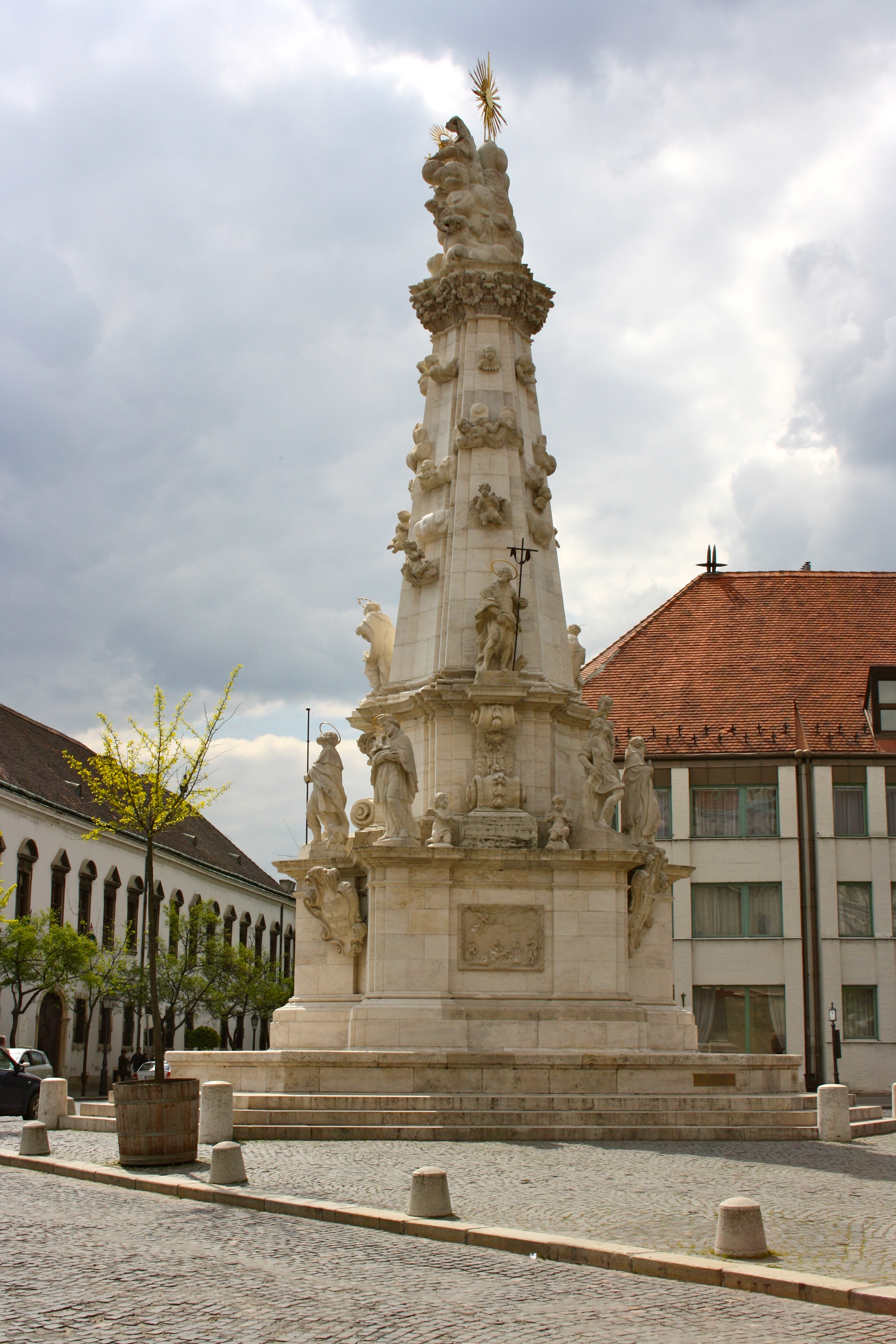
A Szentháromság-oszlop
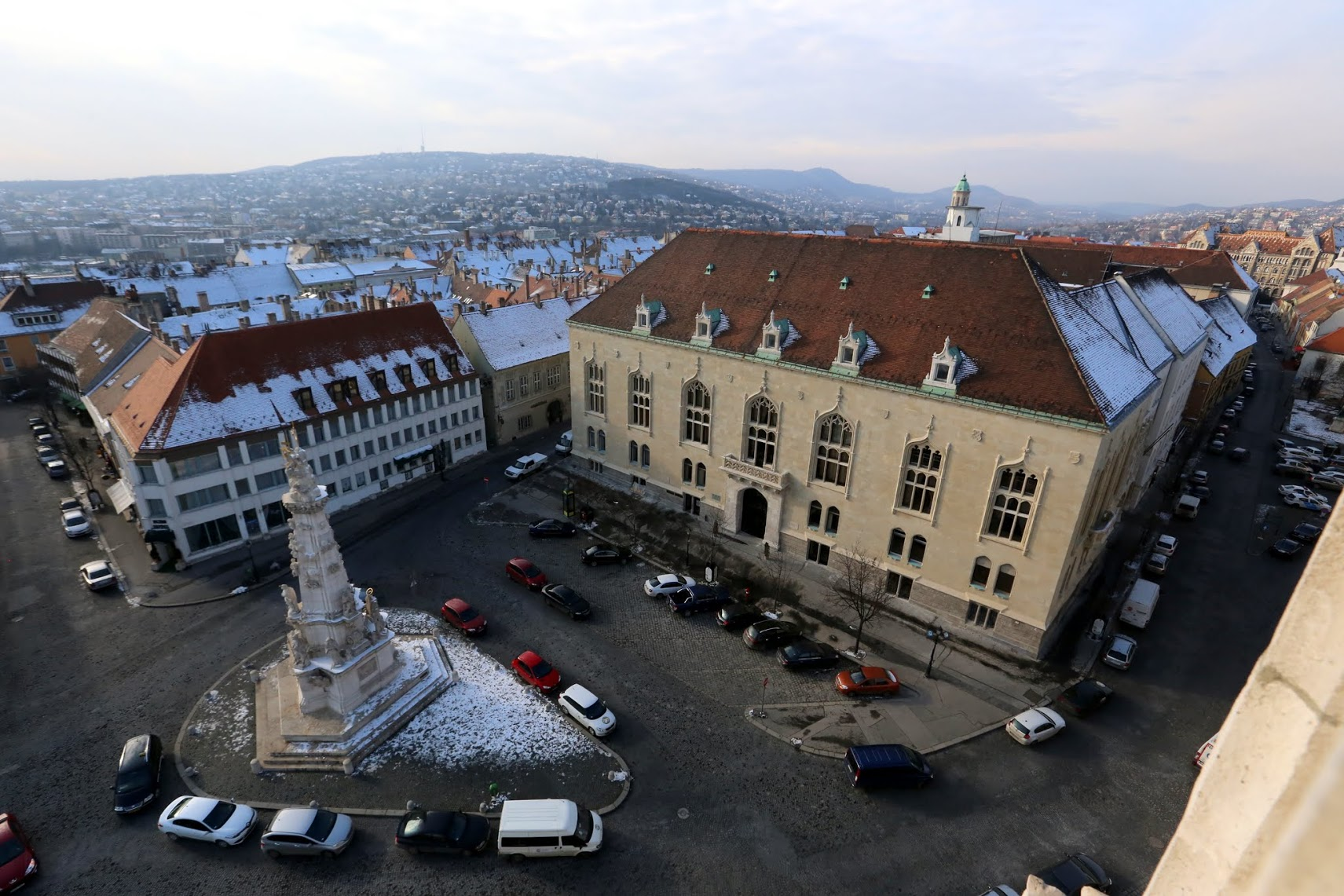
A Mátyás-templom tornyából nézve (egykor)
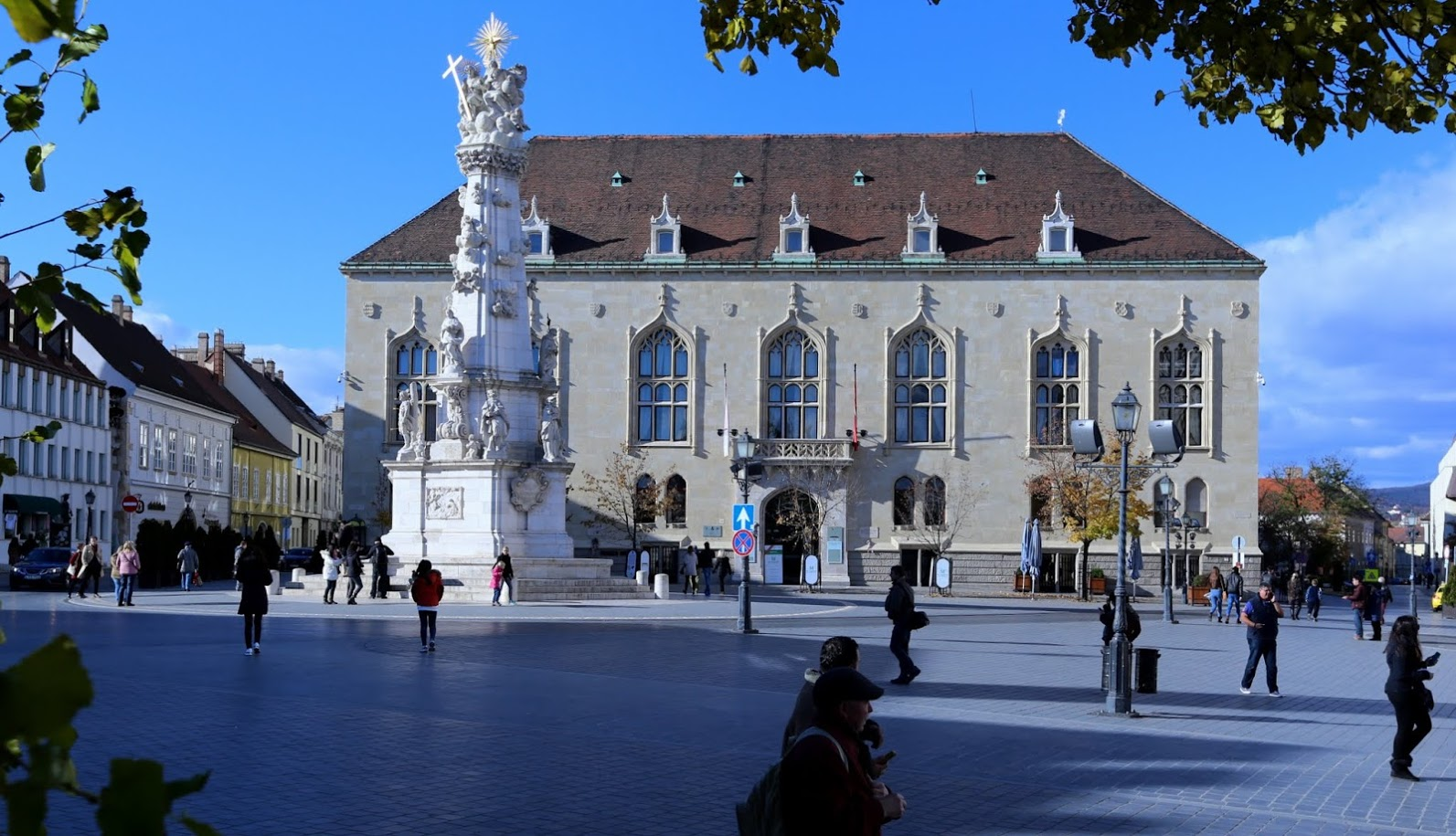
A Pénzügyminisztérium őszi napfényben, átépítés előtt
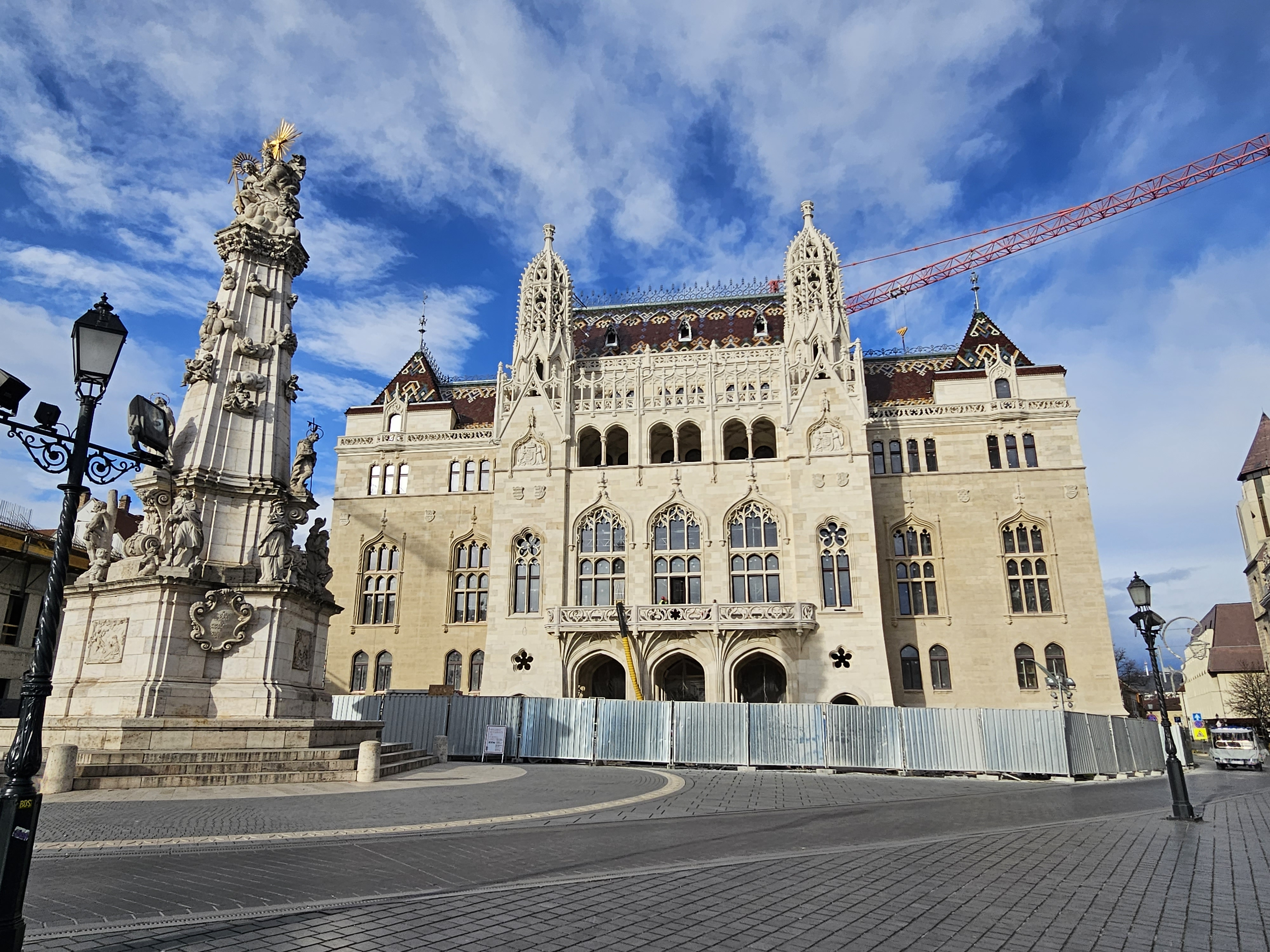
Az újjáépülő Pénzügyminisztérium épülete
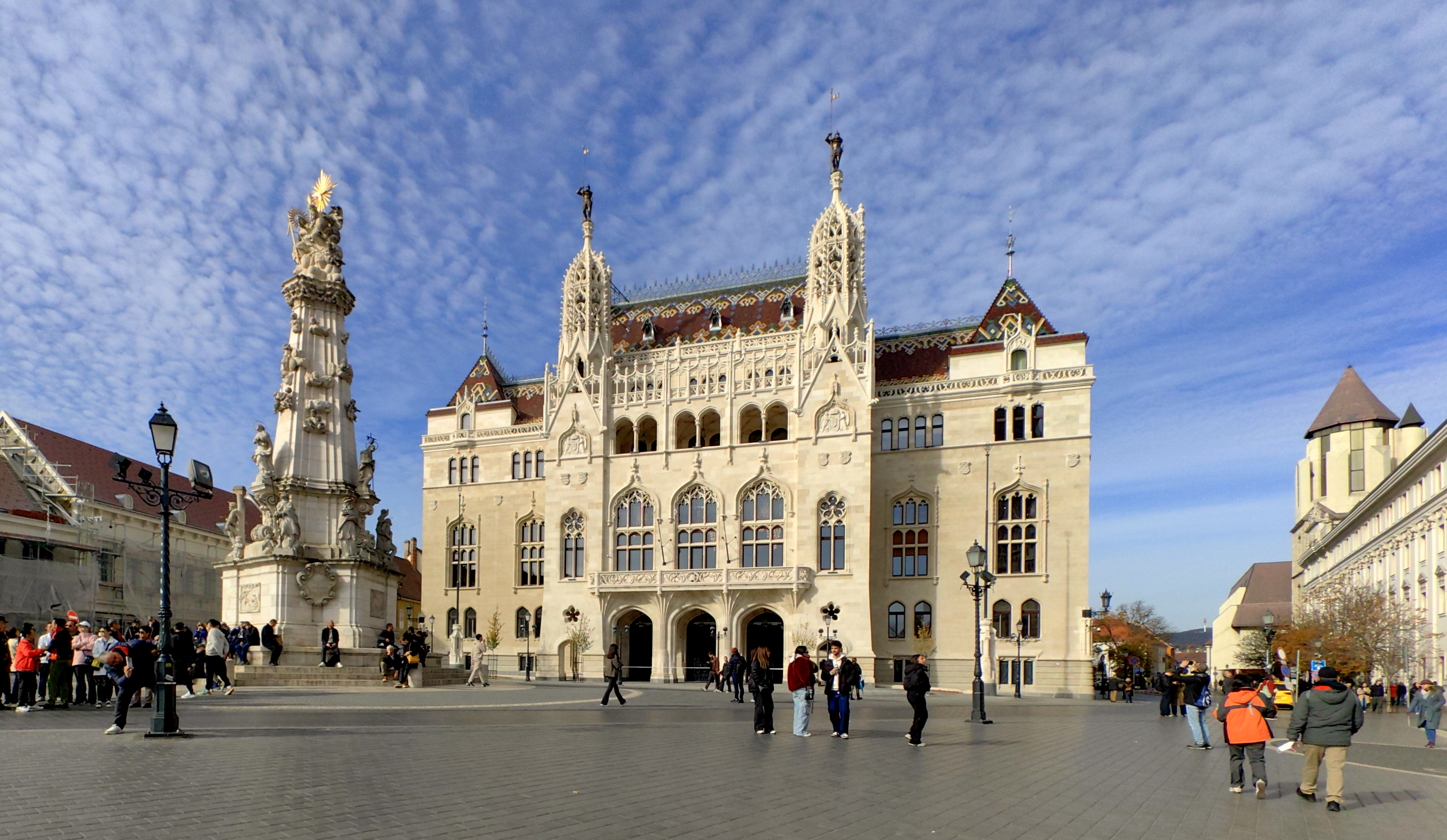
2024-ben